# Tiago Machado
Tiago Machado (ur. 18 października 1985 w Vila Nova de Famalicão) – portugalski kolarz szosowy, zawodnik profesjonalnej grupy Team Katusha-Alpecin. 
Jego największym dotychczasowym sukcesem wśród kolarzy profesjonalistów jest siódme miejsce w prestiżowym wyścigu Tour de Romandie w 2010 roku. Mistrz Portugalii 2009 w jeździe indywidualnej na czas oraz dwukrotny triumfator (2006, 2007) w tej specjalności wśród juniorów. Dziesiąty kolarz Tour de Pologne.

## Najważniejsze zwycięstwa i sukcesy
2008
- 2. miejsce w mistrzostwach Portugalii (jazda na czas i ze startu wspólnego)
- 1. miejsce w Grande Prémio Internacional de Torres Vedras

2009
- mistrzostwo Portugalii w jeździe indywidualnej na czas

2010
- 2. miejsce w Circuit de la Sarthe plus wygrany etap
- 3. miejsce w Volta ao Algarve
- 3. miejsce w Critérium International
- 4. miejsce w Bayern Rundfahrt
- 7. miejsce w Tour de Romandie
- 10. miejsce w Tour de Pologne

2011
- 2. miejsce w Giro del Trentino

2012
- 3. miejsce w Tour Down Under
- 8. miejsce w Tour de Pologne

2013
- 4. miejsce w Driedaagse van West-Vlaanderen
- 9. miejsce w Tour Down Under

2014
- 1. miejsce w Tour de Slovénie
- 2. miejsce w Vuelta a Murcia
- 3. miejsce w Critérium International

2015
- 3. miejsce w Volta ao Algarve

## Starty w Wielkich Tourach
| Grand Tour | 2010 | 2011 | 2012 | 2013 | 2014 | 2015 |
| ---------- | ---- | ---- | ---- | ---- | ---- | ---- |
| Giro       | —    | 19   | —    | 36   | —    | —    |
| Tour       | —    | —    | —    | —    | 72   | 72   |
| Vuelta     | —    | 32   | 40   | —    | —    | 36   |